# Женевские конвенции

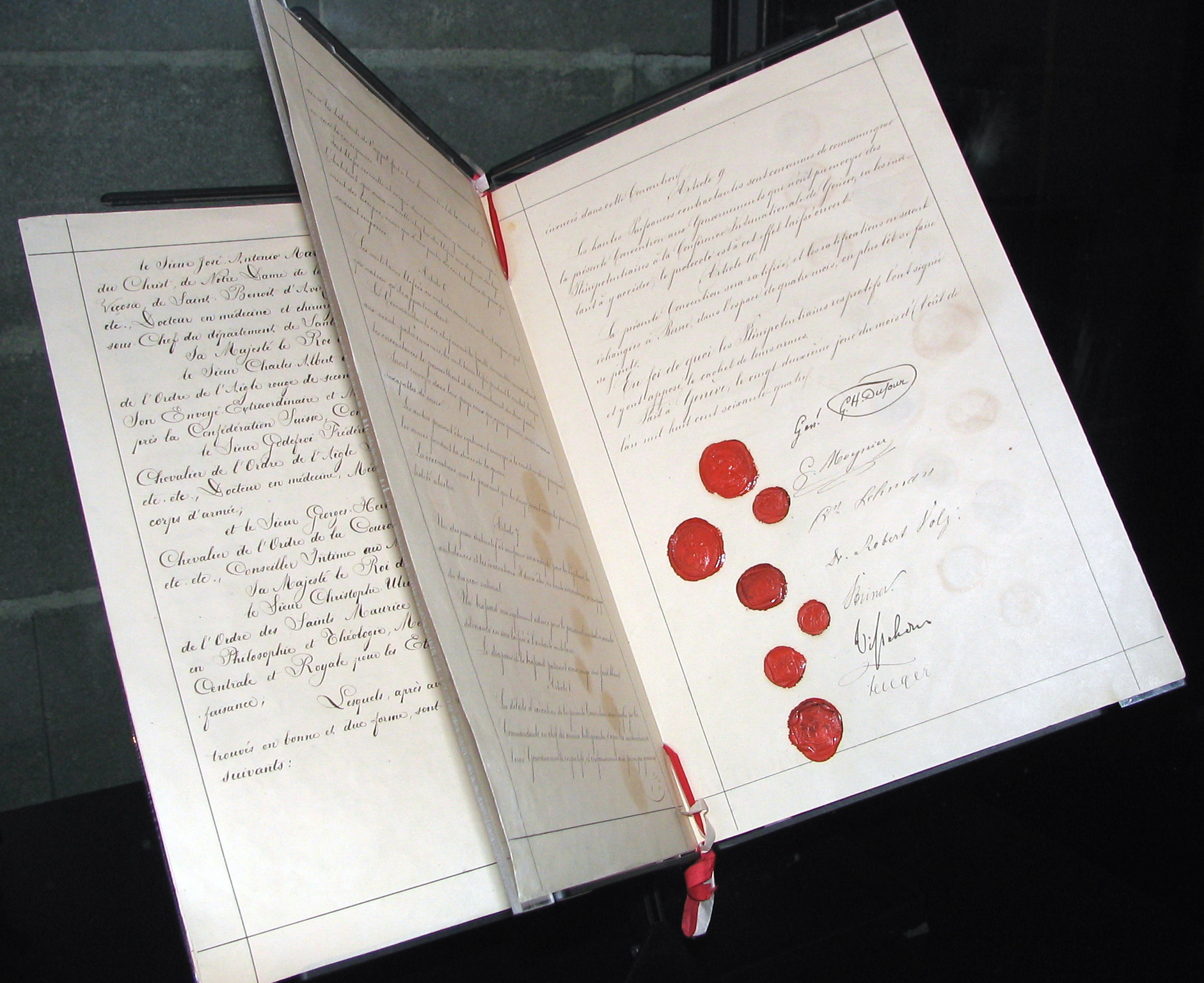
Оригинал Первой Женевской конвенции с подписями и печатями, установившей гуманные правила ведения войны.

Жене́вские конве́нции — четыре международных договора и три дополнительных протокола, устанавливающие международно-правовые стандарты гуманного обращения во время войны.
Под Женевской конвенцией как термином в единственном числе обычно понимают соглашения 1949 года, заключённые после Второй мировой войны (1939—1945), которые уточнили условия двух договоров 1929 года и добавили две новые конвенции. Женевские конвенции широко регулируют вопросы прав военнопленных из числа гражданских лиц и военнослужащих, обеспечивают защиту раненых, больных и гражданских лиц в зоне боевых действий и вокруг неё. Кроме того, Женевская конвенция определяет права некомбатантов и меры защиты, им предоставляемые. Соглашения 1949 года ратифицированы полностью или с оговорками 196 странами. Женевские конвенции касаются только комбатантов на войне, то есть участников боевых действий, и не касаются использования оружия во время войны (это является предметом Гаагских конвенций) и биохимического оружия (которое является предметом Женевского протокола о запрещении применения на войне удушающих, ядовитых или других подобных газов и бактериологических средств).

## История

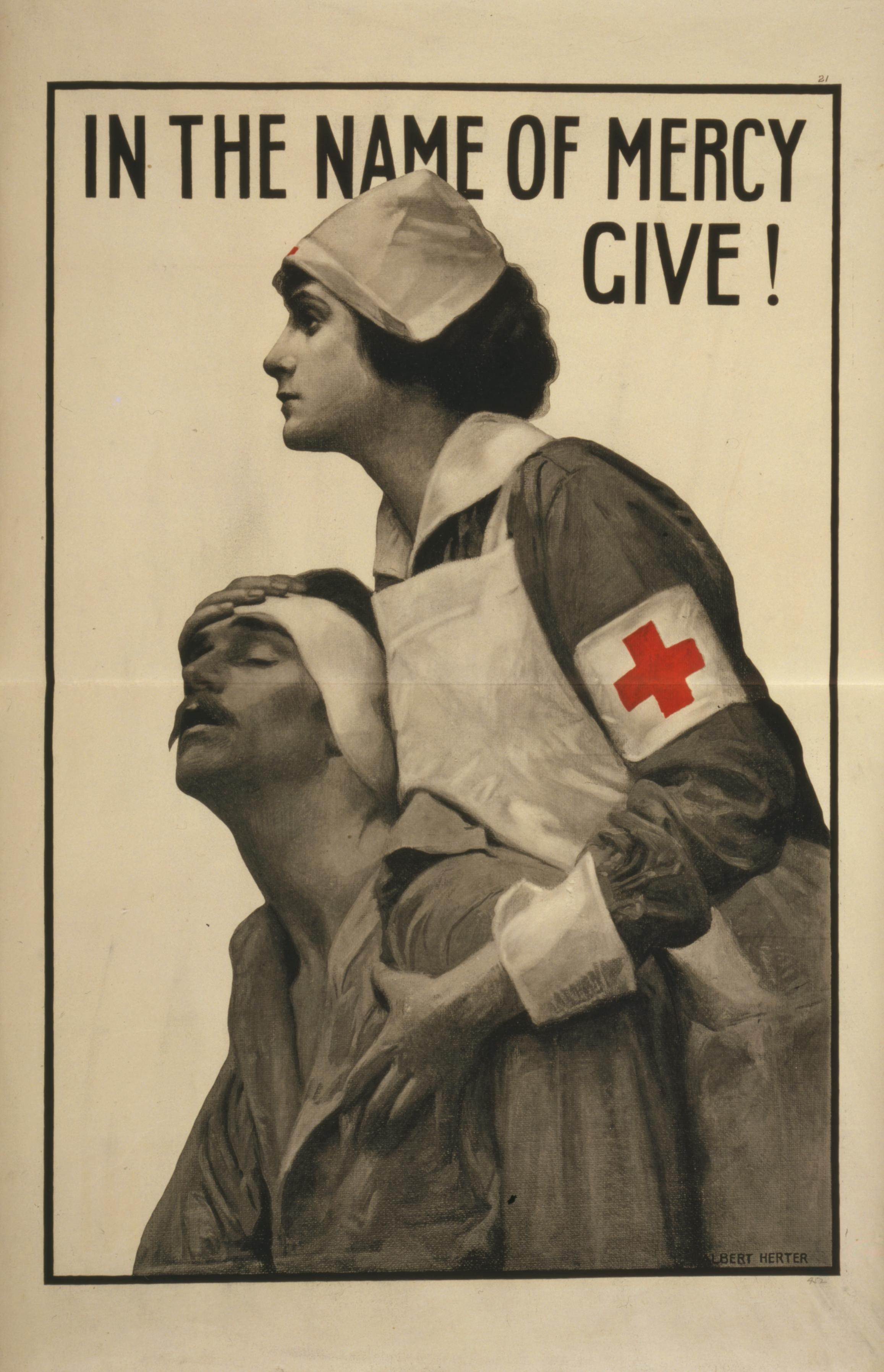
Плакат Красного Креста времен Первой мировой.

После битвы при Сольферино в 1859 году швейцарский предприниматель Анри Дюнан отправился посетить раненых солдат. Он был шокирован нехваткой удобств, медикаментов и медицинского персонала, необходимых для оказания помощи солдатам. В 1862 году Дюнан опубликовал книгу «Воспоминание о битве Сольферино» (Un Souvenir De Solferino) об ужасах войны. Опыт, полученный им в годы войны, отразился на его дальнейших предложениях:
организовать постоянно функционирующее агентство по оказанию гуманитарной помощи в военное время;
принять правительственное соглашение о нейтралитете этого агентства, позволяющее ему оказывать помощь в зоне боевых действий.
Первое предложение привело к учреждению в Женеве Красного Креста, а второе — к принятию Женевской конвенции 1864 года, первого кодифицированного международного соглашения о помощи больным и раненым солдатам на поле боя. 22 августа 1864 года Швейцарское правительство пригласило правительства всех европейских стран, а также США, Бразилию и Мексику принять участие в официальной дипломатической конференции. Шестнадцать стран отправили в Женеву в общей сложности 36 делегатов. 22 августа 1864 года на конференции была принята первая Женевская конвенция «об улучшении участи раненых и больных в действующих армиях». Представители 12-ти государств подписали эту конвенцию:.
За обе эти заслуги в 1901 году Анри Дюнан стал солауреатом первой Нобелевской премии мира.
20 октября 1868 года была предпринята первая попытка расширить соглашение 1864 года, которая не увенчалась успехом. Целью этой попытки было с помощью «Дополнительных статей, касающихся участи раненых на войне» уточнить некоторые правила соглашения 1864 года и распространить их действие на силы военно-морского флота. «Статьи» были подписаны, но ратифицировали их только Нидерланды и Соединенные Штаты Америки. Нидерланды позже отозвали свою ратификацию. Защита раненых из рядов военно-морского флота будет позже закреплена Гаагскими конвенциями и декларациями 1899 и 1907 годов.
В 1906 году швейцарское правительство организовало конференцию, в которой приняло участие 35 государств и результатом которой стало принятие 6 июля 1906 года «Конвенции об улучшении участи раненых и больных в действующих армиях». Данная конвенция впервые дополнила и улучшила конвенцию 1864 года. Она сохраняла силу до 1970 года, когда Коста-Рика приняла Женевские конвенции 1949 года.
На конференции 1929 года были приняты две конвенции, подписанные 27 июля 1929 г. Первая из них, «Конвенция об улучшении участи раненых и больных в действующих армиях» — третья версия конвенции от 1864 года, заменившая её. Вторая («Конвенция об обращении с военнопленными») была принята вследствие того, что в ходе Первой мировой войны стала очевидна недостаточность защиты военнопленных в соответствии с Гаагскими конвенциями 1899 и 1907 годов. «Конвенция об обращении с военнопленными» была призвана не заменить данные более ранние конвенции, подписанные в Гааге, а скорее дополнить их.
На волне гуманитарного и пацифистского энтузиазма, последовавшего за Второй мировой войной, и общественного возмущения военными преступлениями, о которых стало известно в ходе Нюрнбергского процесса, в 1949 прошла серия конференций, которые подтвердили, расширили и обновили предыдущие Женевские и Гаагские конвенции. В результате появились четыре отдельных соглашения:
- Первая Женевская конвенция «Об улучшении участи раненых и больных воюющих армий на поле боя» была четвёртым обновлением оригинальной конвенции 1864 года и заменила аналогичную конвенцию 1929 года.
- Вторая Женевская конвенция «Об улучшении участи раненых, больных и потерпевших крушение воюющих армий на море» заменила Гаагскую конвенцию 1907 года[7]. Эта Женевская конвенция стала первой конвенцией, защищающей жертв в рядах военно-морского флота, и воспроизвела/повторила структуру и положения Первой Женевской конвенции.
- Третья Женевская конвенция «Об обращении с военнопленными» заменила Женевскую конвенцию 1929 года, касавшуюся военнопленных.
- В дополнение к этим трем конвенциям конференция также разработала Четвертую Женевскую конвенцию «О защите гражданского населения во время войны». Это была первая Женевская конвенция конкретно об обращении не с военными, а с гражданским/мирным населением. Гаагские конвенции 1899 и 1907 годов уже содержали некоторые положения о защите мирного населения и оккупированных территорий. Статьёй 154 Четвёртой Женевской конвенции специально отмечено, что данная конвенция имеет дополнительный статус по отношению к этим положениям Гаагских конвенций[8].

Несмотря на длину этих документов, через некоторое время они были сочтены недостаточными. С началом Холодной войны сама суть вооруженных конфликтов изменилась, и многие считали, что Женевские конвенции 1949 года относились во многом к уже исчезнувшей реальности: с одной стороны, большинство вооруженных конфликтов стали внутренними, или гражданскими, а, с другой, большинство из них становилось все более асимметричными. Более того, современные войны наносили все больший ущерб мирному населению, что привело к необходимости усовершенствования защиты гражданских лиц и объектов, а следовательно требовало обновления Гаагских конвенций 1899 и 1907 годов. В свете этого в 1977 году были приняты два Протокола, расширяющие условия конвенций 1949 года. В 2005 году был добавлен третий Протокол, утверждающий дополнительный защитный знак для медицинских служб, Красный Кристалл, как альтернативу общеизвестным эмблемам Международного Красного Креста и Красного Полумесяца для тех стран, где последние считаются нежелательными.

## Содержание Конвенций
Женевские конвенции представляют собой правила, которые применяются исключительно в ситуациях вооруженного конфликта и направлены на защиту людей, которые не принимают участия или прекратили принимать участие в боевых действиях; к ним относятся больные и раненые военнослужащие в местах боевых действий, раненые, больные и потерпевшие кораблекрушение служащие морских вооруженных сил, военнопленные и гражданское население. Первая конвенция касалась обращения с ранеными и больными военнослужащими в местах боевых действий. Вторая конвенция касалась больных, раненых и потерпевших кораблекрушение военнослужащих морских вооруженных сил. Третья конвенция касалась обращения с военнопленными во время вооруженных конфликтов. Четвёртая конвенция касалась обращения с гражданскими лицами и их защиты в военное время.

### Основные принципы
Суть Конвенций сводится к нескольким основным принципам:
- госпитали и медицинский персонал в зонах военных действий должны быть защищены от нападений;
- раненым, которые больше не способны к ведению военных действий, должна быть оказана медицинская помощь;
- гуманное обращение с военнопленными;
- воюющие стороны обязаны защищать гражданское население.

## Конвенции
- Первая Женевская конвенция «Об улучшении участи раненых и больных в действующих армиях» (впервые принята в 1864[16], пересмотрена в 1906[17], 1929[18] и окончательно в 1949)[19];
- Вторая Женевская конвенция[англ.] «Об улучшении участи раненых, больных и лиц, потерпевших кораблекрушение, из состава морских вооруженных сил» (впервые принята в 1949, заменила собой Гаагскую конвенцию (X) 1907 г.)[20];
- Третья Женевская конвенция «Об обращении с военнопленными» (впервые принята в 1929[21], последняя редакция была в 1949)[22];
- Четвёртая Женевская конвенция «О защите гражданского населения во время войны» (впервые принята в 1949 г. на основе частей Гаагской конвенции (II) 1899 и Гаагской конвенции (IV) 1907)[23].

После пересмотра и принятия двух Женевских конвенций и добавления впоследствии второй и четвёртой, вся совокупность конвенций в 1949 г. стала называться «Женевскими конвенциями 1949 г.» или просто «Женевскими конвенциями». Как правило, только про Женевские конвенции 1949 г. говорят как о первой, второй, третьей и четвёртой. Договоры 1949 г. были полностью или с оговорками ратифицированы 192-ю странами.

## Протоколы
Конвенции 1949 г. были дополнены тремя протоколами с поправками:
- Протокол I[англ.] (1977), касающийся защиты жертв международных вооруженных конфликтов[25].
- Протокол II[англ.] (1977), касающийся защиты жертв немеждународных вооруженных конфликтов[26].
- Протокол III[англ.] (2005), касающийся принятия дополнительной отличительной эмблемы[27].

## Применение
Женевские конвенции применяются во время войн и вооруженных конфликтов в отношении государств, которые ратифицировали положения конвенций. Особенностям применения посвящены Общие статьи 2 и 3. Данная статья указывает, что Женевские конвенции принимаются во всех случаях международного конфликта, где хотя бы одна из воюющих сторон ратифицировала положения конвенций. Главным образом:
- Конвенции применяются во всех случаях объявленной войны между странами-участницами конвенций. Это исходное понимание, которое предшествовало интерпретации 1949 года.
- Конвенции применяются во всех случаях вооруженного конфликта между двумя или более странами-участницами. Данная формулировка была добавлена в 1949 году, чтобы учесть ситуации, которые имеют все признаки войны без её формального объявления, например, police action[англ.][12].
- Конвенции применяются в отношении государств-подписантов, даже если противоположная сторона не является участницей конвенций, но только в случае, если она «принимает и применяет положения» конвенций[28].

Статья 1 Протокола I далее уточняет, что вооруженный конфликт, в котором народы ведут борьбу против колониального господства или иностранной оккупации, также квалифицируется как международный конфликт.
Если ситуация соответствует установленным критериям международного конфликта, все положения конвенций полностью применяются.

## Соблюдение

### Защитные полномочия
Термин «Покровительствующая держава» имеет специфическое значение по данным Конвенциям. Такая держава обладает защитными полномочиями, не участвует в вооруженном конфликте, но поддерживает интересы государства, принимающего участие в конфликте. Данное государство также является посредником между сторонами, способствуя коммуникации между ними. Оно также следит за выполнением Конвенций, например, посещая зону конфликта и военнопленных. «Покровительствующая держава» обязана защищать пленных, раненых и гражданское население.

Эмблема Международного уголовного суда

### Особо тяжкие нарушения
Не все нарушения соглашения рассматриваются одинаково. Самые серьёзные называются особо тяжкими нарушениями и подпадают в юридическом смысле под определение военного преступления. Тяжёлыми нарушениями Третьей и Четвёртой Конвенций являются нижеперечисленные действия, направленные против человека, защищаемого конвенцией:
- Преднамеренное убийство, пытка или бесчеловечное обращение, включая биологические эксперименты[англ.]
- Умышленное причинение больших страданий, серьёзных телесных повреждений или ущерба здоровью
- Принуждение человека к службе в вооруженных силах противника
- Преднамеренное лишение защищаемого человека права на судебную защиту / права справедливого судебного разбирательства в случае совершения им военного преступления

Также особо тяжкими нарушениями Четвёртой Конвенции считаются следующие:
- захват заложников;
- масштабное разрушение и присвоение собственности, не оправданные военной необходимостью[англ.] и произведенные умышленно и незаконно;
- незаконная депортация, переселение, или заключение[29].

Нации, участвующие в данных соглашениях, должны ввести и применять на практике законы, наказывающие данные преступления. Данные нации также обязаны осуществлять розыск лиц, которые предположительно совершали вышеозначенные преступления, или лиц, приказавших их совершить, и судить их вне зависимости от их гражданства и места, где преступления были совершены.
Принцип универсальной юрисдикции также применяется для наказания серьёзных нарушений, когда Совет Безопасности ООН утверждает свою власть и юрисдикцию в соответствии с Уставом ООН на применение универсальной юрисдикции. Это было сделано, например, в ходе Международного уголовного трибунала по Руанде и Международного уголовного трибунала по бывшей Югославии для расследования и/или наказания в отношении предполагаемых нарушителей.

### Судебное разбирательство при отсутствии обвинений в преступлении
Солдаты, как и военнопленные, не должны быть судимы, если не были обвинены в совершении военного преступления. Согласно статье 43 Конвенций 1949 года, солдаты наняты с целью военной службы; участие в военных конфликтах законно и не является особо тяжким нарушением. Если солдат арестован воюющими силами, он считается «законным комбатантом», имеет статус военнопленного и находится под протекторатом арестовавшей стороны до прекращения вооруженного конфликта. Закон о правах человека применяется к любым заключенным, включая право на справедливое судебное разбирательство. Обвинения могут быть предъявлены военнопленному со стороны противника только после справедливого судебного разбирательства, но преступление должно быть явным нарушением договоров, то есть более серьёзным, чем участие в сражении против взявшей в плен стороны. В противном случае, в соответствии с законодательством о правах человека, в отношении захваченного в плен солдата не будет проводиться никакого судебного разбирательства. Этот элемент конвенции был неправильно понят во время прошлых инцидентов задержания американских солдат Северным Вьетнамом, где режим пытался осудить всех заключенных солдат за совершение особо тяжких нарушений, ошибочно полагая, что само их существование как врагов государства уже нарушает международное право.

## Роль в современном обществе
Несмотря на то, что методы ведения войны радикально изменились со времени принятия Женевских конвенций в 1949 году, Женевские конвенции все ещё лежат в основе современного международного гуманитарного права. Они защищают комбатантов, попавших в плен или утративших боеспособность, и гражданское население, находящееся в зоне военных действий. Эти соглашения сыграли свою роль во всех недавних международных вооруженных конфликтах, включая войну в Афганистане, Иракскую войну, Российско-Чеченский конфликт и Российско-Грузинскую войну. Женевские конвенции также защищают пострадавших от внутренних конфликтов, таких как гражданская война в Сирии.
В случаях, когда в конфликте участвуют не только Высокие Договаривающиеся Стороны, бывает сложно провести границу между комбатантами и гражданским населением. После распада Советского Союза участились конфликты, в которых Высокая Договаривающаяся Сторона вовлечена в вооруженную борьбу против негосударственного субъекта. К таким конфликтам относятся гражданская война на Шри-Ланке, гражданская война в Судане и гражданская война в Колумбии, а также большинство военных операций США после 2000 года.
Некоторые исследователи считают, что такие ситуации подпадают под Общую статью 3 и Дополнительный протокол II (1977) Женевских конвенций. В этих документах описаны минимальные правовые стандарты, которые должны соблюдаться для внутренних конфликтов. Международные суды, в частности Международный трибунал по бывшей Югославии (МТБЮ), внесли ясность в применимость международных законов в этой области. В вердикте по делу Душко Тадича(1999) МТБЮ вынес решение о том, что серьёзные нарушения международного гуманитарного права могут иметь место в контексте не только международных, но и внутренних вооруженных конфликтов. Эти положения считаются частью обычного международного права.
Споры возникли по поводу того, что США назвали нерегулярных противников «незаконными комбатантами противника» (см. также незаконный комбатант), особенно в решениях Верховного суда Соединенных Штатов по тюремному объекту Гуантанамо Бэй Хамди против Рамсфелда, Хамдан против Рамсфелда и Расул против Буша, а затем Бумедьен против Буша. Президент Джордж Буш при поддержке генеральных прокуроров Джона Эшкрофта и Альберто Гонсалеса и генерала Кейта Б. Александера заявил о своих полномочиях в качестве главнокомандующего вооруженными силами определять, что любое лицо, включая американского гражданина, подозреваемого как члена, агента или сообщника Аль-Каиды, Талибана или любой другой террористической организации, является «комбатантом противника», который может содержаться под стражей в вооруженных силах США до окончания боевых действий в соответствии с международным Правом Войны.
Применение Женевских конвенций к конфликту 2014 года на Украине (Крым) представляет собой серьёзную проблему, поскольку часть личного состава, участвовавшего в боевых действиях против украинцев, не опознавалась по знакам отличия, хотя они носили форму военного образца. Виды поведения, квалифицируемые как вероломство согласно доктрине Права Войны, перечислены в статьях 37-39 Женевской конвенции; запрет на поддельные знаки различия перечислен в статье 39.2, но закон ничего не говорит о полном отсутствии знаков различия. Статус военнопленных, захваченных в этом случае, остается под вопросом.
Образовательные учреждения и организации, включая Гарвардский университет, Международный комитет Красного Креста, и Еврейский учебный институт им. Рора, используют Женевскую конвенцию в качестве основного текста расследования пыток и боевых операций.

## Новые технологии
Искусственный интеллект и автономные системы вооружения, такие как военные роботы и кибероружие, создают проблемы при разработке, толковании и применении законов вооруженных конфликтов. Сложность этих новых явлений, а также скорость их возникновения усложняют применение Конвенций, которые долгое время не обновлялись. Эту проблему усугубляет очень медленный процесс разработки новых соглашений, касающихся новых форм войны, как и согласования толкований уже существующих, а это означает, что к тому времени, когда решение наконец будет принято, вооруженный конфликт, возможно, уже эволюционирует таким образом, что изменения устареют.